# Pac-Man (personagem)
Pac-Man é o personagem principal da franquia de jogos eletrônicos criada pela Namco, introduzido pelo jogo de arcade Pac-Man de 1980. É marcado como um dos personagens mais icônicos dos games desde sua estréia, recebendo inúmeros jogos inspirados no mesmo e programas de TV. O personagem também serve como mascote oficial da empresa Namco.

## Aparência
Pac-Man a princípio era um círculo amarelo com uma boca que constantemente abria e fechava. Somente a partir da primeira série animada lançada em 1982 é que o personagem ganhou uma aparência humanoide tendo braços e pernas com luvas e sapatos, além de olhos e um nariz, e também um chapéu marrom. Essa mesma aparência serviu de imagem promocional para os demais jogos lançados na época, porém sem o chapéu do desenho. Com o tempo seus olhos foram se alterando e passaram a ser duas bolinhas pretas com uma abertura nos lados típico de desenhos clássicos.
No entanto o personagem permaneceu com sua antiga aparência nos jogos por muitos anos (o círculo amarelo) sendo que o primeiro jogo a apresentar ele como uma figura humanoide foi Pac-Man 2: The New Adventures de 1994. Desde então o personagem passou a ser visto assim nos jogos que inclusive ganharam novo estilo passando por essa fase durante um bom tempo sem esquecer a sua antiga forma nos jogos até 2010 quando foi lançada a sua nova versão desta vez estando mais detalhado, com olhos azuis e tênis mais definidos.
Esse estilo continuou até 2013 com o lançamento de uma nova série animada intitulada Pac-Man e as Aventuras Fantasmagóricas, onde Pac-Man deixa sua personalidade madura e passa a ser mostrado como um garoto aventureiro e corajoso. Porém na sua aparição no Super Smash Bros. ele se reverte a sua aparência clássica sem os olhos azuis, provavelmente por essa versão ser mais popular entre os jogadores.

## Família do Pac-Man
- Ms. Pac-Man (esposa)
- Jr. Pac-Man (filho mais velho)
- Baby Pac-Man (filha mais nova)
- Professor Pac-Man (mentor)
- Chomp-Chomp (cachorro)
- Sour Puss (gato)

## Aparições em outras mídias
Apesar de ser um personagem exclusivo da Namco, Pac-Man já fez várias aparições de crossovers em outros jogos. Sua primeira aparição em outros jogos é no arcade Mario Kart Arcade GP de 2005 como um dos corredores, juntamente de sua esposa a Sra. Pac-Man. Ele faz uma aparição no jogo de luta Street Fighter X Tekken, junto de outros personagens como os gatinhos Toro e Kuro, além do Mega Man (que na verdade é um lutador baseado na capa americana do primeiro jogo do personagem). Nesse jogo ele controla o boneco Mokujin para poder lutar. Ele também faz uma participação em Everybody's Golf 6 como um personagem secreto. Em 2014 ele foi escolhido como um dos novatos para o Super Smash Bros. para Nintendo 3DS e Wii U, ocorrendo encontro entre mascotes das empresas Mario, Sonic e Mega Man (dessa vez o verdadeiro).
Pac-Man também faz uma pequena aparição no filme de 2012 Detona Ralph em sua forma clássica dos vídeo-games, e em 2015 é um dos antagonistas do filme Pixels juntamente do Donkey Kong. Pac tem uma pequena aparição em Guardiões da Galáxia Vol. 2.